# Соглашение о прекращении огня между Израилем и «Хезболлой» (2024)
27 ноября 2024 года Израиль, Ливан и несколько стран-посредников, включая Соединенные Штаты, подписали соглашение о прекращении огня. С 8 октября 2023 года Израиль и «Хезболла» вели боевые действия, а 1 октября 2024 года Израиль начал вторжение в Ливан. Соглашение предусматривает прекращение боевых действий на 60 дней, в течение которых Израиль должен вывести свои войска из южной части Ливана, а «Хезболла» должна отвести свои силы к северу от реки Литани. Контроль за выполнением будет осуществлять группа наблюдателей из пяти стран, возглавляемая США, а для обеспечения соблюдения будут развернуты 5000 ливанских военнослужащих. Соглашение не запрещает ни Израилю, ни Ливану действовать в целях самообороны.
В ноябре 2024 года посланник США Амос Хохштейн встретился с лидерами Ливана и Израиля для обсуждения соглашения о прекращении огня. В Ливане он встретился со спикером Национальной ассамблеи Набихом Берри, которого «Хезболла» поддержала в переговорах. 20 ноября генеральный секретарь «Хезболлы» Наим Касем одобрил соглашение. Франция была включена в качестве посредника после того, как отказалась от своего заявления об аресте Биньямина Нетаньяху за предполагаемые военные преступления. После некоторых проволо́чек с израильской стороны Хохштейн пригрозил выйти из переговоров, если Израиль не продвинется вперед в реализации соглашения. 26 ноября военно-политический кабинет Израиля одобрил соглашение 10 голосами против 1. Прекращение огня было представлено как значительное достижение администрации Джо Байдена, а сам президент США заявил, что соглашение «было разработано как постоянное прекращение боевых действий».
Ливанская война 2006 года закончилась резолюцией ООН 1701, которая призывала Израиль уйти из Ливана, а «Хезболлу» разоружиться. Однако она нарушалась обеими сторонами, поскольку «Хезболла» продолжала накапливать оружие, а израильские военные продолжали проникать на ливанскую территорию даже в отсутствие каких-либо боевых действий. Ливанская армия ослаблена экономическим кризисом и нехваткой ресурсов, и есть опасения по поводу возможного невыполнения условий прекращения огня.

## Предыстория
Вскоре после начала войны между Израилем и ХАМАС в октябре 2023 года «Хезболла» присоединилась к конфликту, сославшись на солидарность с палестинцами. 8 октября 2023 года «Хезболла» начала обстреливать управляемыми ракетами и артиллерийскими снарядами израильские позиции на фермах Шебаа, что, по ее словам, было сделано в знак солидарности с палестинцами после нападения ХАМАС на Израиль 7 октября 2023 года и начала израильских бомбардировок сектора Газа. Израиль ответил на атаку, нанеся удары беспилотниками и выпустив артиллерийские снаряды по позициям «Хезболлы». Израиль также нанес авиаудары по территории Ливана и Сирии. Это быстро переросло в регулярные межграничные военные столкновения между «Хезболлой» и Израилем, затронувшие север Израиля, юг Ливана и Голанские высоты. «Хезболла» заявила, что стремится оказать давление на Израиль, вынудив его воевать на два фронта. «Хезболла» предложила немедленно прекратить огонь, если это произойдет и в Газе.
В сентябре 2024 года Израиль провел две волны атак с использованием электронных устройств, нацеленных на коммуникационные системы «Хезболлы», и уничтожил ведущих деятелей группировки, в том числе генерального секретаря Хасана Насраллу во время взрыва 27 сентября, в результате которого была разрушена главная штаб-квартира «Хезболлы» в Бейруте. 1 октября израильские военные начали полномасштабное вторжение в южный Ливан, хотя в течение некоторого времени они проводили ограниченные наземные операции. Израильские операции привели к значительному демонтажу военной инфраструктуры «Хезболлы» на юге Ливана и уничтожению значительной части ее ракетных запасов.
На севере Израиля конфликт вынудил примерно 96 000 человек покинуть свои дома, в то время как в Ливане более 1,4 миллиона человек были вынуждены покинуть место жительства. «Хезболла» заявила, что не прекратит нападений на Израиль до тех пор, пока тот не прекратит свои военные операции в Газе; Израиль заявил, что его нападения будут продолжаться до тех пор, пока его граждане не смогут безопасно вернуться на север.

## Переговорный процесс
5 января 2024 года тогдашний генеральный секретарь «Хезболлы» Хасан Насралла призвал к переговорам о демаркации границы между Ливаном и Израилем. Но он исходил из того, что эти переговоры должны были завершиться прекращением огня в Газе. В июле 2024 года Насралла вновь пообещал прекращение огня на ливанской границе, если в Газе также произойдет прекращение огня. В июне 2024 года посланник США Амос Хохштейн посетил Ливан, чтобы встретиться со спикером ливанской Национальной ассамблеи Набихом Берри. Он также встретился в Израиле с премьер-министром Биньямином Нетаньяху. Хохштейн также совершил аналогичный визит в августе. Ливанский аналитик заявил тогда, что «Хезболла» не ожидала, что война в Газе «продлится так долго».
25 сентября Соединенные Штаты, Европейский союз, Катар и ряд других стран призвали к 21-дневному прекращению огня между Израилем и Ливаном. Лидер «Хезболлы» Насралла выразил свое согласие с этим предложением о прекращении огня министру иностранных дел Ливана, но это не было доведено до сведения Государственного департамента США. 27 сентября Израиль убил Насраллу. В конце октября было предложено 60-дневное прекращение огня.
В ноябре 2024 года посланнмк США Амос Хохштейн встретился с лидерами Ливана и Израиля для обсуждения соглашения о прекращении огня. В Ливане он вновь встретился с Набихом Берри, которого «Хезболла» поддержала в переговорах. 20 ноября генеральный секретарь «Хезболлы» Наим Касем одобрил соглашение. Франция была включена в качестве посредника после того, как отказалась от своего заявления об аресте Биньямина Нетаньяху за предполагаемые военные преступления. После некоторых проволочек с израильской стороны Хохштейн пригрозил выйти из переговоров, если Израиль не продвинется вперед в реализации соглашения. 27 ноября военно-политический кабинет Израиля одобрил соглашение 10 голосами против 1. Прекращение огня было расценено как значительное достижение администрации Джо Байдена, а сам президент США заявил, что соглашение «было разработано как постоянное прекращение боевых действий».

## Соглашение
26 ноября 2024 года премьер-министр Израиля Биньямин Нетаньяху объявил о передаче соглашения о прекращении огня Военно-политическому кабинету Израиля. Кабинет проголосовал 10 голосами против 1 за одобрение соглашения, против был только министр национальной безопасности Итамар Бен-Гвир.
Согласно израильским сообщениям, соглашение о прекращении огня будет включать в себя несколько пунктов.
1. «Хезболла» или любое другое вооруженное движение в Ливане не будут предпринимать никаких наступательных действий против Израиля.
2. Израиль не будет предпринимать никаких наступательных действий против целей в Ливане, в том числе на земле, в воздухе и на море.
3. Израиль и Ливан признают важность резолюции 1701 Совета Безопасности ООН.
4. Ливанская армия и ливанские силы безопасности будут единственными вооруженными группами, которым будет разрешено действовать на юге Ливана.
5. Продажа, поставка и производство оружия в Ливане будут осуществляться под наблюдением и контролем ливанского правительства.
6. Все несанкционированные объекты, задействованные в производстве оружия и принадлежностей к нему, а также инфраструктура и военные позиции будут демонтированы. Несанкционированное оружие, которое не соответствует этим обязательствам, будет конфисковано.
7. Будет создан комитет, приемлемый для Израиля и Ливана, который будет осуществлять надзор и оказывать содействие в обеспечении соблюдения соглашения. В обеспечении соблюдения будут участвовать, в частности, Соединенные Штаты, Великобритания, Франция и Германия.
8. Израиль и Ливан будут сообщать о любых возможных нарушениях своих обязательств вышеупомянутому комитету и ЮНИФИЛ.
9. Ливанские вооруженные силы будут размещены вдоль всех границ и контрольно-пропускных пунктов в стране.
10. Израиль постепенно выведет свои войска на израильскую территорию в течение периода до 60 дней.
11. В течение этого периода времени боевики «Хезболлы» отойдут к северу от Эль-Литани, а вооруженными силами, которым будет разрешено остаться в этом районе, будут ливанские вооруженные силы и силы ЮНИФИЛ.
12. Израиль сохранит «полную военную свободу действий» для нападения на Ливан в случае нарушения соглашения «Хезболлой» или другой организацией в Ливане.
13. Буферная зона не будет создана между деревнями Южного Ливана и поселениями на линии конфликта.
14. США будут содействовать непрямым переговорам между Израилем и Ливаном для достижения признанной сухопутной границы.

Согласно сообщениям из Ливана, источник в правительстве Ливана сообщил, что, если к 10 часам утра по местному времени 27 ноября 2024 года не произойдет эскалации или нарушений соглашения, соглашение о прекращении огня вступит в силу. Премьер-министр Ливана Наджиб Микати решительно поддержал это соглашение и призвал международное сообщество немедленно помочь в его реализации, чтобы «остановить израильскую агрессию».